# Let It Be... Naked
Let It Be... Naked is een nieuwe uitgave van het album Let It Be van 1970. Het originele Let It Be werd gemaakt aan de hand van opnames uit de Get Back-sessies. De Beatles waren al uit elkaar bij het verschijnen van het album Abbey Road en ze hadden geen van allen de behoefte om met het overgebleven materiaal van de Get Back-sessies aan de slag te gaan. Daarom heeft Phil Spector van dat materiaal, in combinatie met zijn "Wall of Sound", Let It Be gemaakt. Vooral Paul McCartney was niet tevreden over het uiteindelijke resultaat en heeft daarom in 2003 Let It Be... Naked uitgebracht. Deze nieuwe uitgave is vanaf de originele opnames opnieuw opgebouwd en opnieuw geproduceerd en bevat niet de toegevoegde effecten van Phil Spector. Let It Be...Naked is volgens McCartney de manier waarop het album echt bedoeld is.

## Tracklist
- Alle nummers zijn geschreven door Paul McCartney en John Lennon, tenzij anders aangegeven.

| Let it be | Let It Be... Naked |
| --- | --- |
| 1. Two of Us 2. Dig a Pony 3. Across the Universe 4. I Me Mine (Harrison) 5. Dig It (Harrison-Lennon-McCartney-Starkey) 6. Let It Be 7. Maggie Mae (Trad.) 8. I've Got a Feeling 9. One After 909 10. The Long and Winding Road 11. For You Blue (Harrison) 12. Get Back | cd 1 1. Get Back 2. Dig a Pony 3. For You Blue (Harrison) 4. The Long and Winding Road 5. Two of Us 6. I've Got a Feeling 7. One After 909 8. Don't Let Me Down 9. I Me Mine (Harrison) 10. Across The Universe 11. Let It Be cd 2 1. Fly on the wall (deze bevat diverse stukken uit de opnamesessies (bekend als de Get Back-sessies). |